# 平壌映画音楽録音所
平壌映画音楽録音所（ピョンヤンえいがおんがくろくおんじょ）は、朝鮮民主主義人民共和国（北朝鮮）の映画音楽を主に手掛ける。
事務所は平壌直轄市中区域柳城洞にある羊角島に位置し、主な公演場所に平壌国際映画会館を使用している。

## 概要
1958年5月7日に「朝鮮芸術映画撮影所付属管弦楽団」として設立、当初は映画音楽のみを専門としていた。1971年に朝鮮芸術映画撮影所から分離し「映画音楽団」となり、1978年に「中央放送管弦楽団」と合併し「映画及び放送音楽団」という名称になった。長らく「映画及び放送音楽団」の名で広く知られていたが、2012年頃から「平壌映画音楽録音所」に名称が変更、2022年頃より「朝鮮映画音楽団」に再び名称変更された。管弦楽団に加え、1990年代には軽音楽団も組織された。
現在までに映画主題歌・挿入歌27000曲余り、テレビドラマ主題歌・挿入歌2500曲余り、児童映画・科学技術映画音楽16000曲余りを創作した。児童映画音楽については、平壌直轄市船橋区域にある栗谷（リュルゴク）高級中学校児童音楽班とタイアップしている。
映画音楽の他に、国内で販売されるカラオケビデオ「画面伴奏音楽」もその多くが本楽団の演奏によるものである。また大集団体操と芸術公演「アリラン」のバックミュージックも担当した。かつて日本全国の朝鮮学校校歌や朝鮮総連に関連した歌謡も録音したことがある。

## 主な歴代所属歌手(前身時代を含む)
男声
- キム・ジョンドク（김종덕）　人民俳優、テノール(民族声楽)。前身の放送管弦楽団から活躍。1994年に71歳で死去。
- チョン・ウボン（전우봉）　　人民俳優、バリトン(洋楽声楽)。金元均名称平壌音楽大学声楽学部元教授。咸鏡南道芸術団と映画音楽団を経て血の海歌劇団で活躍。2015年に83歳で死去。
- キム・スンヨン（김승연）　　人民俳優、バリトン。映画音楽団、万寿台芸術団、血の海歌劇団で活躍。現在金元均名称平壌音楽大学声楽講座教員。
- ファン・ミヌ（황민우）　　　人民俳優、テノール(民族声楽)。現在功労者名俳優扇動隊所属。
- リ・ギョンフン（리경훈）　　功勲俳優、テノール。チャン・ウネとの混声2重唱でも活躍し、現在はホン・ソンファと混声2重唱でも活躍。
- キム・ガンボン（김강봉）　　バリトン。
- キム・リグ（김리구）　　　　テノール。現在功労者名俳優扇動隊所属。
- キム・サンジュン（김상준）　バリトン。
- キム・ジョンナム（김종남）　バリトン。
- リ・ビョンナム（리병남）　　テノール。
- リ・ミョンド（리명도）　　　バリトン。
- ユ・ビョンチョル（유병철）　テノール。
- キム・ヨンジェ（김용재）　　バリトン。銀河水管弦楽団、朝鮮人民内務軍協奏団を経て平壌映画音楽録音所へ。

女声
- ワン・ソンファ（왕선화）　　人民俳優、ソプラノ(洋楽声楽)。その後、血の海歌劇団声楽指導員を経て、金元均名称音楽総合大学声楽教員を長らく務めた。2018年に87歳で死去。
- チェ・サムスク（최삼숙）　　人民俳優、ソプラノ。その後、金元均名称音楽総合大学声楽教員を務め、現在功労者名俳優扇動隊所属。
- ワン・スボク（왕수복）　　　功勲俳優、ソプラノ(民族声楽)。日本統治時代から最も人気を集めた流行歌・新民謡の歌手。前身の放送管弦楽団時代からの専属で、尹伊桑管弦楽団の兼任歌手としても活動した。2003年に86歳で死去。
- ケ・チュニ（계춘이）　　　　功勲俳優、ソプラノ(民族声楽)。現在朝鮮民族音楽舞踊研究所講師。
- チャン・ウネ（장은애）　　　功勲俳優、ソプラノ。リ・ギョンフンとの混声2重唱でも活躍した。
- キム・ユンミ（김윤미）　　　功勲俳優、ソプラノ(大衆歌謡)。
- ホン・ソンファ（홍선화）　　功勲俳優、ソプラノ(大衆歌謡)。リ・ギョンフンとの混声2重唱でも活躍。
- キム・ヒオク（김희옥）　　　功勲俳優、アルト(大衆歌謡)。旺戴山芸術団を経て映画及び放送音楽団へ。一時朝鮮人民内務軍協奏団に在籍後、再び平壌映画音楽録音所へ。
- キム・スク（김숙）　　　　　ソプラノ(民族声楽)。ファン・ミヌとの混声2重唱でも活躍した。
- チャン・ランヒ（장란희）　　ソプラノ。
- キム・ミョンヒ（김명희）　　アルト(洋楽声楽)。
- リ・ミョンウォル（리명월）　メゾソプラノ(洋楽声楽/大衆歌謡)。
- チョン・ソニョン（정선영）　ソプラノ。朝鮮中央テレビ「全国勤労者歌競演」労働者部門で入賞を機に映画及び放送音楽団所属歌手となる。
- チュ・ミヒャン（주미향）　　メゾソプラノ(大衆歌謡)。
- リ・ソニ（리선희）　　　　　ソプラノ。
- リ・セビョル（리새별）　　　アルト(大衆歌謡)。
- リ・グニョン（리근영）　　　メゾソプラノ(大衆歌謡)。
- ホン・ソンヘ（홍성혜）　　　メゾソプラノ(大衆歌謡)。
- キム・スヨン（김수영）　　　ソプラノ(大衆歌謡)。
- コ・ヨンヒ（고영희）　　　　ソプラノ(大衆歌謡)。
- ヒョン・ミファ（현미화）　　ソプラノ(民族声楽)。
- ユン・ヒ（윤희）　　　　　　ソプラノ(洋楽声楽)。
- キム・ジンミ（김진미）　　　ソプラノ。
- キム・ソンミ（김송미）　　　ソプラノ。※中国で活動する北朝鮮出身の同姓同名歌手とは別人。
- キム・ヒャンラン（김향란）　ソプラノ。現在国立民族芸術団専属歌手。
- ハン・ソンヒ（한송희）　　　メゾソプラノ(大衆歌謡)。功勲国家合唱団を経て平壌映画音楽録音所へ。

など。

## 主な作曲家
- キム・ギルハク（김길학）　人民芸術家。1993年に死去。
- ソ・ジョンゴン（서정건）　人民芸術家。2017年に死去。
- ハン・シジュン（한시준）　人民芸術家。
- キム・ヨンド（김영도）　　功勲芸術家。1979年に死去。
- コ・スヨン（고수영）　　　功勲芸術家。2018年に死去。
- キム・チャンボム（김찬범）功勲芸術家。
- ぺ・ヨンサム（배용삼）　　功勲芸術家。

など。